# پدری (فیلم)
پدری (به انگلیسی: Fatherhood) نام فیلمی کمدی، درام و ماجراجویی است که در سال ۱۹۹۳ به کارگردانی دارل رووت و بازیگری پاتریک سویزی، هلی بری، سابرینا لوید، برایان بونسال و جاش لوکاس ساخته شد.

## داستان
کودکان جک چارلز (پاتریک سویزی) که یک کلاهبردار نه چندان بزرگ است پس از آنکه مادرشان از سرطان می‌میرد به یک نوانخانه حکومتی فاسد فرستاده می‌شوند. کلی (سابرینا لوید) دختر نوجوان جک از آنجا می‌گریزد و جک را وادار می‌کند تا برادر کوچکش ادی (برایان بونسال) را بیاورد. در ابتدا جک سعی می‌کند آنها را به مادربزرگشان داده و از شرشان خلاص شود. اما مادر بزرگ نیز قمارباز و کلاهبردار است و پلیس در پی اوست؛ بنابراین او کودکان را با خود به نیواورلئان می‌برد جایی که وی قصد دارد با وجود مشکلات به راه خود ادامه دهد و با دزدی فرزندانش در راه زندگی و خوشبختی شان بکوشد.